# クリーニング師
クリーニング師（クリーニングし、英: Cleaning Master）は、クリーニング業法に基づいて行われるクリーニング師試験に合格し、免許を受けた者である。

## 概要
クリーニング師は『クリーニング業法』に基づいてクリーニング店でアイロンがけ、しみ抜きなどを行う者で必ずクリーニング店に1人置かなければならないことになっている。洋服や着物を解かずに原型のまま丸洗いや染み抜き作業を行う現場に必ず一人要する。
染色補正だけを行う店舗はそれに該当しない。

## 試験
- 各都道府県によって違う

### 試験科目
1. 衛生法規に関する知識
2. 公衆衛生に関する知識
3. 洗たく物の処理に関する知識及び技能

実技試験
ワイシャツのアイロン
繊維の判別
染み抜き方法の確認問題

## 受験資格
- 中学校又はこれに準ずる学校を卒業した者、中等教育学校の前期課程を修了した者、上記と同等以上の学力があると認められる者

## 研修
- クリーニング師研修は業務に従事した後1年以内に研修を受け、その後、都道府県知事が指定したクリーニング師の資質向上を図るための研修を受けなくてはならない